# Agadmator
Pour les articles homonymes, voir Radic.
 (mars 2023).
Antonio Radić, plus connu sous son nom de chaîne Agadmator, né le 16 juin 1987 à Križevci, en République socialiste de Croatie, est un joueur d'échecs et vidéaste croate connu pour avoir eu la plus grande chaîne Youtube dédiée aux échecs de 2018 à 2021, avant d'être dépassé par GothamChess.

## Biographie

### Jeunesse
Radić est originaire de Križevci et apprend les échecs à l'âge de quatre ans en suivant son père, le maître FIDE Anto Krnjić,. Il arrête peu après les échecs avant de recommencer à l'âge de dix-sept ans. En juillet 2010, il atteint son classement Elo le plus haut, avec 2 010 points.

### Carrière
Radić commence sa chaîne Youtube en 2007 alors qu'il travaille avec son père, qui était un photographe de mariage. Il commence alors la publication de photos de mariage pour attirer de la clientèle. En 2016, il commence à publier du contenu relié aux échecs. Lorsque sa chaîne atteint les 20 000 abonnés, il quitte son emploi de concepteur graphique pour se consacrer entièrement à sa chaîne. Il finit aussi par quitter son emploi avec l'entreprise de photographie de son père,. Ses vidéos suivent alors un format régulier, qui consiste en l'analyse détaillée de parties d'échecs. Il publie du contenu régulièrement, presque quotidiennement, et relaye rapidement les résultats de tournois d'actualité. Sa vidéo la plus populaire, « The Greatest Queen Sacrifice in Chess History » (en français : Le meilleur sacrifice d'une dame dans l'histoire des échecs), atteint les 7,2 millions de vues en date de mars 2023.
Le 7 février 2021, il devient la première chaîne Youtube dédiée aux échecs à atteindre le million d'abonnés. Il est peu après dépassé par GothamChess, présenté par le maître international Levy Rozman. En date de 2023, il a la troisième chaîne dédiée aux échecs avec le plus de vues sur Youtube, derrière GothamChess et ChessBase India.
Le vidéaste croate commence son podcast intitulé The agadmator Podcast en 2020, avec diffusion sur Youtube et d'autres plateformes. Il crée peu après une seconde chaîne, dont le contenu se résume en lui jouant à des jeux vidéo.